# Омон, Анри
Анри́ Огю́ст Омо́н (фр. Henri Auguste Omont; 15 сентября 1857 года, Эврё — 9 декабря 1940 года, Париж) — французский филолог, эллинист, историк, библиотекарь, преподаватель, научный писатель.

## Биография
Окончил Национальную школу хартий, в 1881 году получил диплом архивиста-палеографа. Работал сначала в Национальной библиотеке, став затем куратором отдела рукописей в ней. Участвовал в создании каталога французских библиотек. Преподавал в Национальной школе хартий, состоял членом Французского общества антикваров, занимался изучением истории библиотек и книги. В 1900 году стал членом Академии надписей и изящной словесности. С 1900 по 1921 год был председателем Свободного общества агрикультуры, наук, искусств и литературы Эра (фр. Société libre d'agriculture, sciences, arts et belles-lettres de l'Eure). Членкор Американской академии медиевистики (1926).
Главные его работы: «Inventaire sommaire des manuscrits grecs de la Bibliothèque Nationale» (Париж, 1886—1898); «Catalogue des manuscrits grecs de la Bibliothèque royale de Bruxelles et des autres bibliothèques publiques de Belgique, des Pay-Bas, de Suisse et des villes Hanséatiques» (1884—1890); «La poétique d’Aristote» (1891; гугл-скан Архивная копия от 7 марта 2016 на Wayback Machine); «Athènes au XVII siècle» (1897).